# Arida (Wakayama)
Arida (有田市 Arida-shi?) es una ciudad localizada en la prefectura de Wakayama, Japón. En junio de 2019 tenía una población estimada de 26.560 habitantes y una densidad de población de 721 personas por km². Su área total es de 36,83 km².
La ciudad se fundó el 1 de mayo de 1956 cuando los pueblos vecinos de Minoshima, Miyazaki, Yasuda y Miahara formaron una sola ciudad. Las principales industrias de Arida y sus alrededores son la pesca y el refino de petróleo. Además, Arida es famosa por ser uno de los principales productores de mikan, las mandarinas japonesas de la Prefectura de Wakayama.

## Geografía

### Localidades circundantes
- Prefectura de Wakayama
  - Kainan
  - Aridagawa
  - Yuasa

## Demografía
Según los datos del censo japonés, esta es la población de Arida en los últimos años.
| Año del censo | Población |
| ------------- | --------- |
| 1995          | 34.283    |
| 2000          | 33.661    |
| 2005          | 32.143    |
| 2010          | 30.592    |
| 2015          | 28.470    |

## Galería

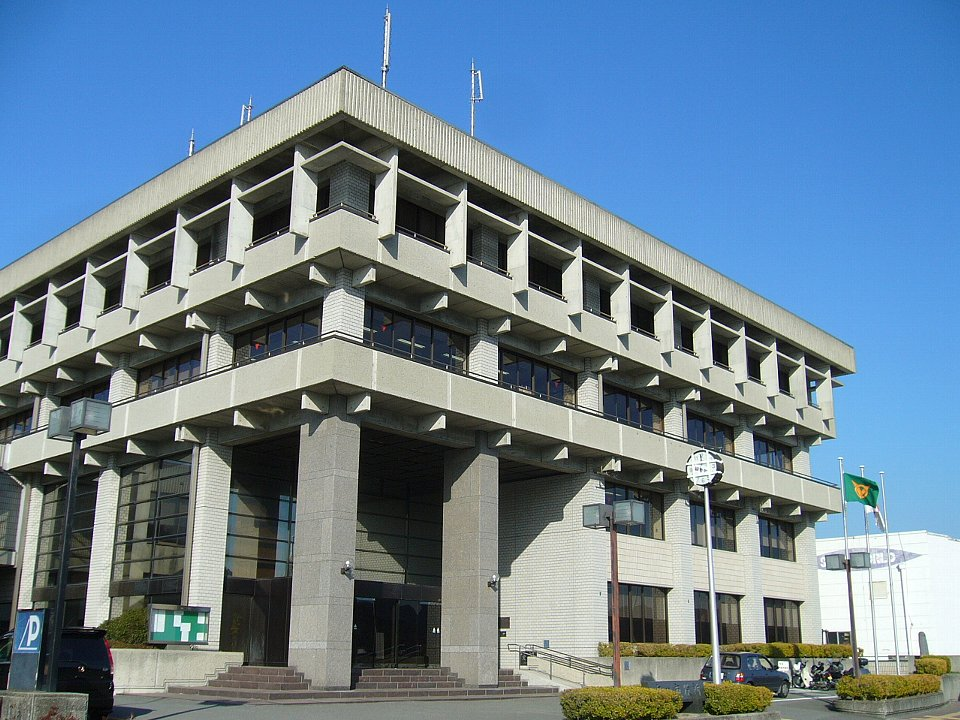
Ayuntamiento de Arida.
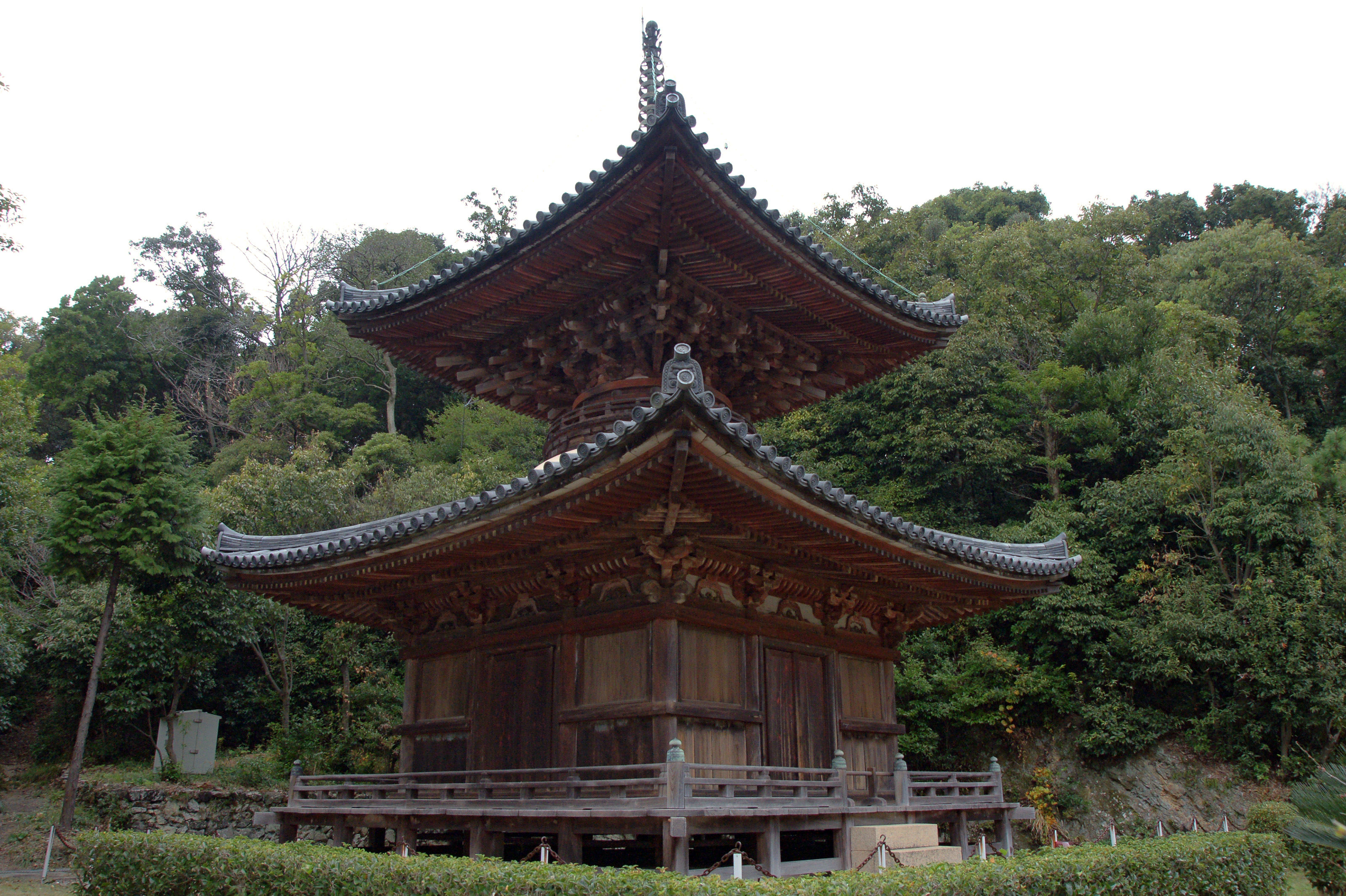
Jomyoji Arida.
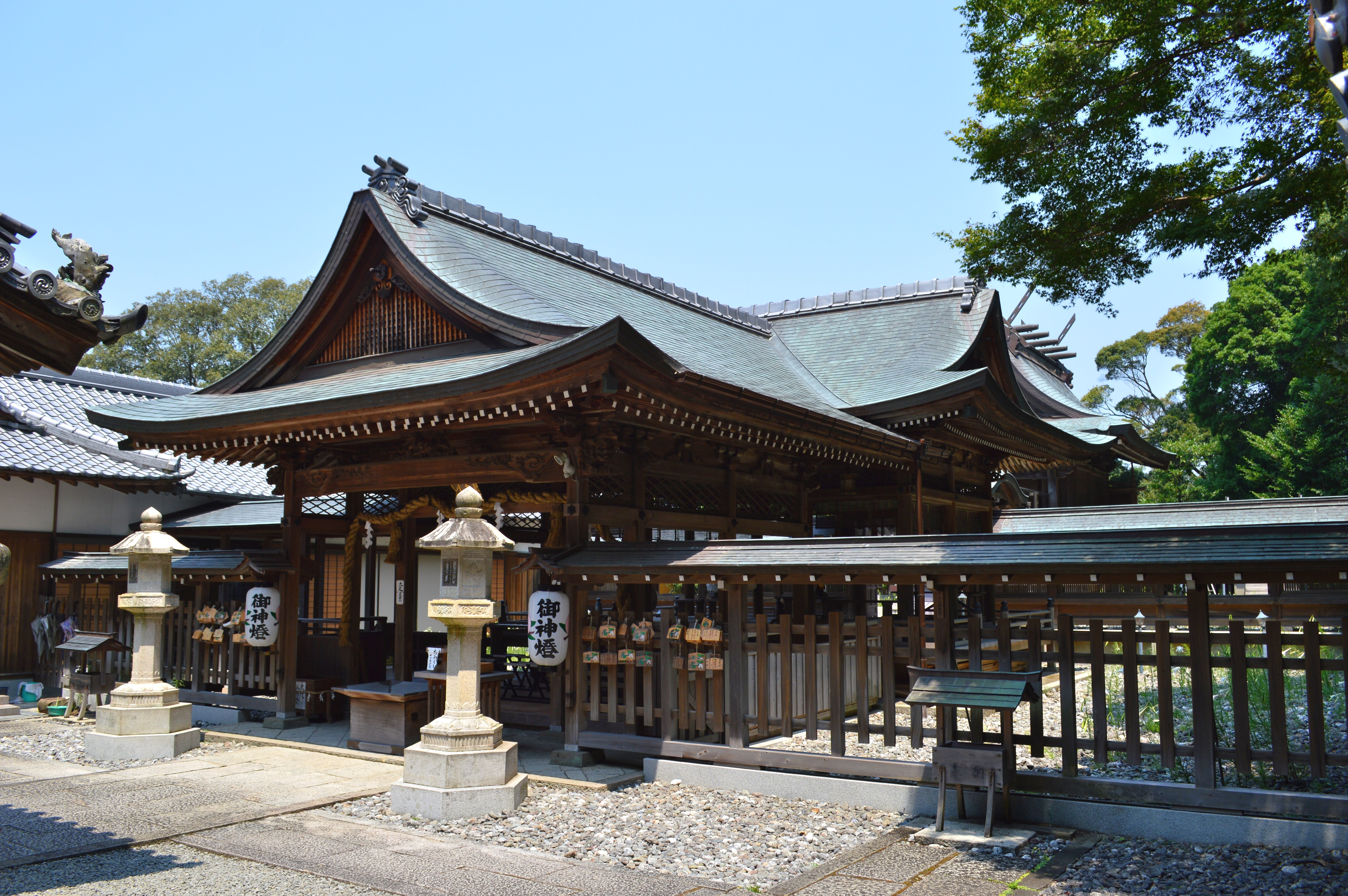
Templo Susa-jinja haiden.

## Ciudades hermanas
- Delano, California, Estados Unidos.